# Teodor V. Păcățian
Teodor V. Păcățian (n. 28 noiembrie 1852, Ususău, Comitatul Timiș - d. 11 februarie 1941, Cluj, Comitatul Cluj) a fost un publicist și istoric român care a tratat în special problematica mișcării naționale a românilor din Transilvania.

## Viața și activitatea
După terminarea studiilor secundare la Lugoj și Arad, și după ce o vreme a fost notar la Jadani în județul Timiș, activitatea acestuia a fost orientată în special spre munca publicistică pe care a întreprins-o. În acest sens, a înființat sau a fost redactor al mai multor publicații de-a lungul vieții sale: în 1885 înființează la Timișoara foaia Timișană, apoi a fost redactor șef la Tribuna din Sibiu, iar în perioada 1900-1917 a fost director al Telegrafului român. A colaborat la Familia din Oradea, Amicul familiei din Gherla, Aurora română din Cernăuți, la Luminătorul și Dreptatea din Timișoara. În perioada Consiliului Dirigent al Transilvaniei a fost redactor al Gazetei oficiale a Transilvaniei. A deținut și funcția de președinte al secției de istorie a „Astrei” (1911-1941).

## „Cartea de Aur”
Pe lângă activitatea publicistică pe care a întreprins-o, T.V. Păcățian a publicat și o lucrare în 8 volume care i-a cauzat inculparea mai mult procese de presă intentate de către autoritățile statului ungar: Cartea de Aur, sau luptele politice ale românilor din Transilvania și Ungaria. În urma publicării primului volum din lucrare a fost condamnat la 8 luni de temniță de stat și amendă. Cu toate acestea, munca sa a continuat, iar în 1904 a apărut volumul al doilea, până în 1913 au mai apărut succesiv alte cinci volume, iar în 1915 cel de al al VIII-lea, care trata activitatea politică a românilor din Transilvania și Ungaria până în 1910. Cartea de Aur este folosită și astăzi de istoricii perioadei moderne deoarece este o colecție importantă de surse primare. 

## Premii și onoruri
Pentru munca sa a fost premiat de două ori de către Academia Română: în 1904 primește Premiul Adamachi, iar în 1929, în urma susținerii de către Ioan Lupaș și Andrei Rădulescu, i-a fost acordat premiul Dr. A. Cosma în valoare de 100.000 lei pentru volumul al VIII-lea al Cărții de Aur.

## Opere
- Flori de toamnă, Timișoara, 1882;
- Cadastra și modul introducerii sale în România, Sibiu, 1895.
- Lupta pentru drept, după Ihering, București, 1898.
- Libertatea după John Stuart Mill, Sibiu, 1899.
- Principiile politice, după F. de Holtzendorf, 1899.
- Sâmbăta morților, dramă din popor, după Rauph, 1900.
- Cartea de aur sau luptele naționale ale românilor de sub coroana ungară, vol. 1-8, Sibiu, 1902-1915.
- Istoriografi vechi, istoriografi noi, Sibiu, 1904.
- Jertfele românilor din Ardeal în războiul mondial, Sibiu, 1923.